# 전운옥편
《전운옥편》(全韻玉篇)은 《강희자전》의 체제를 본떠서 만든 조선 후기의 한자사전이다. 주석은 간단하며, 한글로 음을 달고 한시를 짓는 사람을 위하여 사성의 운자를 붙였다. 정조 때 처음으로 간행되었다. 정확한 저자는 알 수 없으나, 한국에서는 조선 초기부터 운서의 색인을 겸해서 반드시 옥편을 부수시키는 관례가 통용된 점으로 보아 전운(全韻)이 바로 《규장전운》(奎章全韻)을 뜻하며 전운옥편은 결국 규장전운의 옥편으로 편찬된 것으로 추측된다. 서문과 발문 없이 상, 하편 총 2권으로 되어 있다.

## 편찬
《전운옥편》의 편찬자와 편찬 시기는 알려져 있지 않으나, 규장전운과 관련된 한자사전인 것으로 보인다. 중국과 한국에서는 일반적으로 운서가 편찬되면 이를 색인할 수 있도록 운서를 간략화한 한자사전을 짓는 것이 관례였고, 또 규장전운의 서문에 해당하는 〈어정규장전운 의례〉에 “또 새로이 옥편을 지어 생생자(生生字)와 정리자(整理字)로 인쇄하여 널리 편다.”라는 구절이 있기 때문이다. 생생자의 주조가 1794년이고, 정리자의 주조 및 규장전운의 반포가 1796년이었으므로, 전운옥편은 일러도 1796년에 간행되었을 것이다. 전운옥편은 규장전운보다 규범적인 면이 덜하다.
대략 1898년 겨울에 신촌자(愼村子) 황필수(黃泌秀, 1842~1914)가 전운옥편의 한자음을 교정한 《교정전운옥편》(校正全韻玉篇)을 편찬하였다. 약 138자의 한자음이 교정되었다.

## 특징
한국에서는 1536년에 최세진이 편찬한 《운회옥편》(韻會玉篇)이 최초의 한자사전이나, 한자의 뜻을 풀이하지 않아 그저 운서에 기록된 한자음을 쉽게 찾을 수 있는 색인 역할을 할 뿐이었다. 이와 달리 전운옥편은 한국에서 최초로 한자의 뜻을 상세히 적어 비로소 한자사전의 틀을 갖추었고, 이는 이후에 한국에서 나온 한자사전을 편찬하는 기준이 되었다. 그 뜻풀이는 규장전운보다 월등히 자세하다.
전운옥편에 수록된 글자 수는 10,840자로, 이를 214부수와 획순에 따라 배열하였다. 부수와 획이 같은 한자는 먼저 운목(韻目)에 따라 배열하고, 운목까지 같은 한자는 평상거입의 순서를 따랐다. 대부분의 글자가 규장전운의 음을 그대로 실었지만, 220여 자는 정음(正音)을, 390여 자는 속음(俗音)을, 1자는 정음과 속음을 규장전운의 음과 함께 적었다. 정음과 속음이 정확히 무엇을 가리키는지는 학자들마다 의견이 다르나, 이돈주, 이승자, 정경일 등 대한민국의 여러 음운론자는 정음과 속음 모두 《화동정음통석운고》의 한자음과 규장전운의 한자음이 다른 경우에 표기하되, 정음은 화동정음통석운고에 실린 정음을, 속음은 화동정음통석운고에 실린 속음을 가리킨다고 보았다. 그 외에, 중국에서 쓰이는 한자음은 적지 않았으며, 역사적인 두음 법칙의 영향으로 규장전운에는 초성이 /ㄹ/인 한자음이 전운옥편에는 ‘정음’이나 ‘속음’ 표시 없이 /ㄴ/으로 된 경우가 종종 있다.

## 같이 보기
- 규장전운

## 참고 문헌
- 강신항 (2000). 《한국의 운서》. 서울: 태학사. ISBN 9788976265418.
- 정경일 (2008). 《규장전운·전운옥편》. 경기: 신구문화사. ISBN 9788976681447.